# Sablia punctilinea
Sablia punctilinea är en fjärilsart som beskrevs av Barend J. Lempke 1964. Sablia punctilinea ingår i släktet Sablia och familjen nattflyn. Inga underarter finns listade.